# Stefan Olszowski
Stefan Michał Olszowski, född den 28 augusti 1931 i Toruń, Polen, död 19 december 2023, var en polsk politiker.

## Biografi
Olszowski var en medlem av politbyrån i Polska förenade arbetarpartiet från december 1970 till sin avgång den 12 november 1985. Han tjänstgjorde som partiets propagandachef i slutet av 1960- och i början av 1970-talet.
Den 22 december 1971 utsågs han utrikesminister och efterträdare till Stefan Jędrychowski. Han var i tjänst till den 2 december 1976, då Emil Wojtaszek ersatte honom påposten. År 1980, utnämndes han till ambassadör i Östtyskland och lämnade politbyrån för detta uppdraget som han dock innehade i bara sex månader varefter han återvände till politbyrån. 
Olszowski fungerade som sekreterare i partiets centralkommitté för ideologi och media från augusti 1980 till juli 1982. Därefter blev han utsedd till utrikesminister juli 1982 och ersatte då Józef Czyrek. Innan denna utnämning fungerade han som tillförordnad ordförande i partiet. Hans förordnande som utrikesminister avslutades den 12 november 1985.  Han blev då också avskedad från partiledningen, delvis på grund av sin relation med en polsk journalist som han gifte sig efter skilsmässa från hans första maka. De bosatte sig i New York 1986.

## Politisk inriktning
Under Edward Giereks ledning av partiet, var Olszowski en reformist. Senare blev han emellerid en hårdför politiker och anhängare av Sovjetunionen. I mars 1968 var han den drivande ledaren av den antisemitiska kampanjen som började i Polen. 
I november 1973 gjorde han ett officiellt besök i Rom som var den första i Vatikanen av en polsk minister sedan andra världskriget. Men under påvens besök i Polen 16-23 juni 1983 gick han och premiärminister Mieczyslaw Rakowski till direkt attack mot några av påvens uttalanden.
Olszowski ville tillsammans med andra politiska hökar genomföra en väpnad konfrontation mot Solidaritetsrörelsen och kväva den i sin linda.